# 9ff GT9
Der 9ff GT9 ist ein Supersportwagen des deutschen Tuningunternehmens 9ff auf Basis des Porsche 997. Der GT9 unterscheidet sich vom normalen Porsche 911 durch die Position des Motors. Der 911er hat einen Heckmotor, der GT9 einen Mittelmotor, um das Gewicht gleichmäßiger zu verteilen.
Ziel der Entwicklung des Fahrzeugs war es, den Geschwindigkeitsrekord von 412 km/h des SSC Ultimate Aero TT für straßenzugelassene Fahrzeuge aus dem Jahr 2007 zu überbieten. Am 10. April 2008 wurde von zwei unabhängig voneinander arbeitenden GPS-Geräten die Höchstgeschwindigkeit des GT9 mit 409 km/h gemessen. In späteren Höchstgeschwindigkeitsfahrten wurde mit dem 824 kW (1120 PS) starken 9ff GT9-R mit 414 km/h die höchste je bei einem straßenzugelassenen Fahrzeug gemessene Geschwindigkeit erzielt. Um diese Geschwindigkeit zu erreichen, wurde das gesamte Fahrzeug stark verändert. So wurde zum Beispiel das Dach abgesenkt und der Radstand verlängert. 2012 erreichte der 1029 kW (1400 PS) starke 9ff GT9 Vmax 437 km/h.

## GT9 CS
Auf der Essen Motor Show 2011 stellte 9ff den als „Edition Club Sport (CS)“ vor. Er kostet 375000 €, je nach Ausstattung auch mehr, wird aber nur auf Bestellung gefertigt. Angetrieben wird er von einem 551 kW (750 PS) starken Boxermotor, der das Fahrzeug auf bis zu 364 km/h beschleunigt. Das Fahrzeug ist 4720 mm lang, hat einen Rohrrahmen und eine Karosserie aus kohlenstofffaserverstärktem Kunststoff. Die Vorderräder sind an MacPherson-Federbeinen und Dreiecksquerlenkern aufgehängt, die Hinterräder an Doppelquerlenkern mit innenliegenden, über Schubstangen betätigten Feder-Dämpfer-Einheiten. An beiden Achsen gibt es verstellbare Stabilisatoren. Die Bremsen haben keramische Bremsscheiben aus mit Kohlenstofffasern verstärktem Siliziumkarbid, an der Vorderachse mit 380 mm Durchmesser und Sechskolbenbremssätteln, hinten mit 350 mm und vier Kolben. Die 18-Zoll-Räder sind vorn mit 285/35er Reifen bezogen, die Hinterreifen haben die Größe 345/30. Der Hersteller ist Michelin.

## Technische Daten
|                            | 9ff GT9                  | 9ff GT9-R                | 9ff GT9 CS               | 9ff GT9 Vmax             |
| Bauzeitraum                | 2007–2008                | 2009                     | 2011                     | 2012                     |
| Motorkenndaten             |                          |                          |                          |                          |
| Motortyp                   | Sechszylinder-Boxermotor | Sechszylinder-Boxermotor | Sechszylinder-Boxermotor | Sechszylinder-Boxermotor |
| Hubraum                    | 4010 cm³                 | 4010 cm³                 | 3600 cm³                 | 4200 cm³                 |
| max. Leistung bei min−1    | 726 kW (987 PS) / 7850   | 824 kW (1120 PS) / 8150  | 551 kW (750 PS) / 6800   | 1029 kW (1400 PS) / 7950 |
| max. Drehmoment bei min−1  | 964 Nm / 5970            | 1050 Nm / 6170           | 910 Nm / 2950–5800       | 1160 Nm / 5600           |
| Kraftübertragung           |                          |                          |                          |                          |
| Antriebsart                | Hinterradantrieb         | Hinterradantrieb         | Hinterradantrieb         | Hinterradantrieb         |
| Getriebeart                | 6-Gang-Schaltgetriebe    | 6-Gang-Schaltgetriebe    | 6-Gang-Schaltgetriebe    | 6-Gang-Schaltgetriebe    |
| Messwerte                  |                          |                          |                          |                          |
| Höchstgeschwindigkeit      | 409 km/h                 | 414 km/h                 | 364 km/h                 | 437 km/h                 |
| Beschleunigung, 0–100 km/h | 3,2 s                    | 2,9 s                    | 3,6 s                    | 3,1 s                    |
| Beschleunigung, 0–200 km/h | 8,2 s                    | 7,8 s                    | 8,8 s                    | 6,9 s                    |
| Beschleunigung, 0–300 km/h | 16,2 s                   | 15,8 s                   | 19,5 s                   | 13,0 s                   |
| Leergewicht                | 1326 kg                  | 1455 kg                  | 1240 kg                  | 1340 kg                  |